# NotebookLM
NotebookLM (Google NotebookLM) és una eina en línia de recerca i presa de notes desenvolupada per Google Labs que utilitza intel·ligència artificial, concretament Google Gemini, perquè els usuaris interactuïn amb els seus documents. Les seves funcions són generar resums, explicacions i respostes d'acord amb els continguts que pengen els propis usuaris. També inclou "Descripcions generals d'àudio", que resumeix documents en un format de conversa, semblant a un pòdcast. L'equip de creació del producte inclou l'autor de divulgació científica Steven Johnson i la gerent de producte Raiza Martin.
NotebookLM es va llançar en fase experimental el 2023 amb el nom de "Project Tailwind" i només estava destinat a desenvolupadors. Google el descrivia com a "assistent de recerca virtual".  A partir de mitjans d'octubre de 2024 ja estava disponible gratuïtament per a tots els usuaris dels serveis de Google.